# 新加坡—泰國關係
新加坡－泰國關係，是指歷史上的新加坡和泰國（包括現在新加坡共和國與泰王國）之間的雙邊關係。兩國的往來自新加坡開埠之前已經開始，泰國亦在新加坡獨立後不久便與其建交。兩國亦同為東南亞國家聯盟的創會成員。

## 歷史

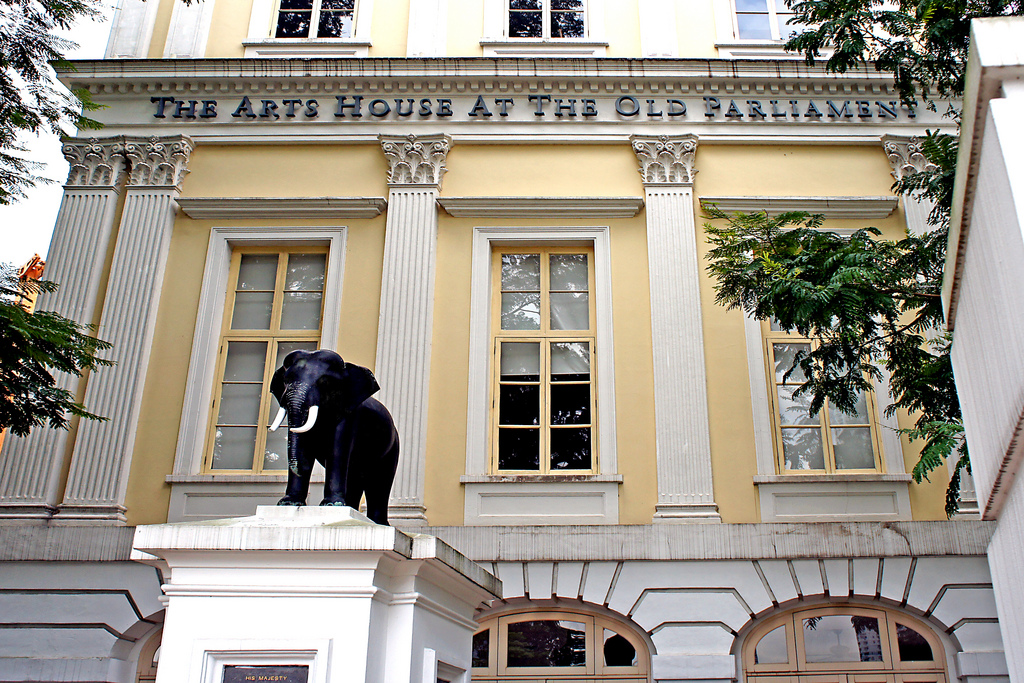
拉瑪五世贈送予新加坡的大象雕塑

在新加坡開埠之前，新加坡與暹羅已有往來，當時有暹羅華商到新加坡從事經貿活動。1871年，暹羅國王拉瑪五世訪問新加坡，成為首位訪問新加坡的暹羅國王，該次訪問亦是暹羅國王首次外訪。在是次訪問中，拉瑪五世向新加坡贈送一尊大象雕塑，現設在新加坡舊國會大廈外。第二次世界大戰期間，在新加坡的囚犯和強制勞工曾被迫參與興建泰緬鐵路。
1965年，泰國與剛脫離馬來西亞獨立的新加坡建交。1967年，兩國聯同馬來西亞、印尼和菲律賓成立東南亞國家聯盟。1978年柬越戰爭爆發時，新加坡曾支持泰國對柬埔寨的行動。1997年，新加坡和泰國建立「加强伙伴关系」。2005年，新加坡總統塞拉潘·納丹訪問泰國，成為首位訪問泰國的新加坡國家元首。
2015年8月，泰國副總理暨外相達那沙·巴迪瑪巴功訪問新加坡，與新加坡總理李顯龍會面。兩人會面時重申兩國長久而優秀的双边关系，雙方亦就恐怖主義等地區議題交換意見。其後達那沙亦與新加坡外交部部長尚穆根會面，商討兩國建交50周年紀念活動的安排，以及加強兩國人際關係的建議。

## 經貿關係
根據經濟複雜性研究中心網站上的數據，1995年至2002年間新加坡對泰國的出口額一直徘徊在20億至40億美元之間，其後逐步上升，至2008年升至超過70億美元。雖曾在2009年下跌至約50億美元，但其後回升，至2013年時更達超過80億美元的高峰。新加坡主要向泰國出口機械，但自2002年起，化工產品佔出口貨品的比重亦開始上升。
而泰國對新加坡的出口額則較為反覆，1995年至2003年間，泰國對新加坡的出口額徘徊在40億至60億美元之間，至2003年開始上升，2008年達至超過100億美元。雖在2009年回跌，但其後仍能回升至約90億至100億美元的水平。泰國主要向新加坡出口機械，但自2003年起，精煉石油佔出口貨品的比重開始上升。
2015年6月泰國總理巴育·占奧差訪問新加坡時，新加坡與泰國簽訂兩份有關避免雙重徵稅和郵輪旅遊的協議。此外，新加坡製造業總會和泰國工業總會亦簽訂諒解備忘錄，以為兩國的製造業提供一個貿易、投資、商業活動及人力培訓的平台。

## 文化關係
自1997年起，新加坡與泰國建立「新加坡－泰國公務員交流計劃」，兩國公務員開始定期交流人力及經驗，該計劃涵蓋13個範疇的合作，當中在教育方面的交流較多。兩國亦透過新加坡合作計劃實行技術合作，並在「新加坡－泰國第三國訓練計劃」下，對柬埔寨、老撾、越南、緬甸和東帝汶等國家提供技術援助。
2015年，新加坡媒体发展管理局與泰國輕工業振興院簽訂諒解備忘錄，以加強兩國在广播、音像、动漫、游戏和数字媒体層面的合作。同年，為慶祝新加坡和泰國建交50周年，泰國藝術大學和新加坡交响管乐团在泰國外交部舉辦的活動中合作表演了一場音樂劇。

## 外部連結
- 新加坡駐泰國大使館 （页面存档备份，存于）
- 泰國駐新加坡大使館 （页面存档备份，存于）